# Pterolepis polygonoides
Pterolepis polygonoides är en tvåhjärtbladig växtart som först beskrevs av Dc., och fick sitt nu gällande namn av José Jéronimo Triana. Pterolepis polygonoides ingår i släktet Pterolepis och familjen Melastomataceae. Inga underarter finns listade i Catalogue of Life.